# Vụ hỏa hoạn Nhà thờ Grue
Vào ngày 26 tháng 5 năm 1822, trong lễ Ngũ tuần, nhà thờ ở Grue, Na Uy đã bốc cháy và ít nhất 113 người đã thiệt mạng. Đây là thảm họa cháy lớn nhất trong lịch sử Na Uy.